# Lijst van rijksmonumenten in Rasquert
De plaats Rasquert telt 10 inschrijvingen in het rijksmonumentenregister. Hieronder een overzicht. 
| Object | Oorspronkelijke functie? | Bouwjaar                                 | Architect                    | Locatie            | Coördinaten?                  | Nr.?   | Afbeelding        |
| --- | ------------------------ | ---------------------------------------- | ---------------------------- | ------------------ | ----------------------------- | ------ | ----------------- |
| Asinga | Boerderij                | 1850-1900                                |                              | Azingaweg 2        | 53° 22' 8" NB, 6° 30' 56" OL  | 8583   | Meer afbeeldingen |
| Woning onder dwars zadeldak met wolfseinden en forse schoorstenen                                                                       | Woonhuis                 |                                          |                              | Meijmaweg 21       | 53° 22' 6" NB, 6° 31' 0" OL   | 8584   | Meer afbeeldingen |
| Voorm. burgemeestersvilla in eclectische stijl met tuin                                                                                 | Boerderij                | 1868 verm. ca. 1926 (tuin)               | mog. J. Vroom jr. (tuin)     | Meijmaweg 2        | 53° 21' 57" NB, 6° 30' 58" OL | 8585   | Meer afbeeldingen |
| Arbeiderswoningen onder langgerekt zadeldak met wolfseinden                                                                             | Woonhuis                 | ca. 1900                                 |                              | Meijmaweg 6-8      | 53° 22' 5" NB, 6° 31' 3" OL   | 8586   | Meer afbeeldingen |
| Almaheerdt | Boerderij                | 1828                                     |                              | Warffumerweg 6     | 53° 22' 33" NB, 6° 30' 56" OL | 8587   | Meer afbeeldingen |
| Meyma | Boerderij                | 1802 (schuur, bijschuur) 1926 (voorhuis) | W. Reitsema (1926)           | Meijmaweg 4        | 53° 22' 1" NB, 6° 31' 1" OL   | 510797 | Meer afbeeldingen |
| Meyma, tuin | Tuin, park en plantsoen  | 1926                                     | waarsch. J. Vroom jr. (tuin) | bij Meijmaweg 4    | 53° 22' 1" NB, 6° 30' 59" OL  | 510798 | Meer afbeeldingen |
| Houkumhuis | Woonhuis                 | 1922-'23                                 |                              | Andelsterweg 1     | 53° 22' 28" NB, 6° 30' 35" OL | 510813 | Meer afbeeldingen |
| Houkumhuis, voetgangersbrug | Brug                     | 1922-'23                                 | verm. W. Reitsema            | bij Andelsterweg 1 | 53° 22' 28" NB, 6° 30' 35" OL | 510814 | Meer afbeeldingen |
| Hals en romp t.w. aangebouwde bijschuur, zijnde restant van een kop-hals-rompboerderij, waarvan de kop rond het jaar 1920 is afgebroken | Boerderij                | ca. 1850                                 |                              | Andelsterweg 2     | 53° 22' 29" NB, 6° 30' 33" OL | 528127 | Meer afbeeldingen |